# Germán Santa María Barragán
Germán Santa María Barragán, também abreviado Germán santa María (Líbano (Tolima),  24 de janeiro de 1950) é um jornalista, escritor e diplomata colombiano. Em 2011 foi nomeado embaixador da Colômbia em Portugal.
Na qualidade de embaixador em Portugal, Santa María é também embaixador acreditado não residente da Colômbia em diversos países africanos: Burkina Faso, Cabo Verde, Costa do Marfim, Gâmbia, Guiné, Guiné Equatorial, Guiné-Bissau, Mali, Mauritânia, São Tomé e Príncipe, Senegal, Serra Leoa e Togo.
Como jornalista, trabalho no jornal El Tiempo durante onze anos, onde exerceu como enviado especial em mais de quarenta países, tendo sido diretor da revista Diners.  Venceu por três vezes o Prémio Nacional de Jornalismo Simón Bolívar, e foi eleito duas vezes presidente do Círculo de Jornalistas de Bogotá. Como escritor, obteve distintos prémios na Colômbia e América Latina. O seu relato No Morirás obteve o  Prémio Ibero-americano de Conto Julio Cortázar.

## Obras
- Los Días del Calor. Bogotá: Ediciones Punto Rojo. 1970. OCLC 2019584 * Marilyn. Ibagué: Universidad del Tolima. 1974. OCLC 1671936
- Morir Último. Bogotá: Carlos Valencia Editores. 1978. ISBN 978-84-8277-001-7. OCLC 5100647 * Crónicas. Col: Colección Narrativa (5). Ibagué: Instituto Tolimense de Cultura. 1981. OCLC 9195855
- Colombia Y Otras Sangres: Díez Años de Periodismo. Bogotá: Planeta Editores. 1987. ISBN 978-958-614-248-9. OCLC 17793253. Resumo divulgativo (1988) * No Morirás. Bogotá: Editorial Oveja Negra. 1992. ISBN 978-958-06-0084-8. OCLC 253099556. Resumo divulgativo (7 de fevereiro de 1993)
- Quieta Margarita (guião para televisão)